# Staack-Nunatak
Der Staack-Nunatak ist ein Nunatak im westantarktischen Ellsworthland. Er ragt 1,5 km westlich des Horner-Nunatak auf und gehört zu einer Reihe verstreuter und isolierter Nunatakker 60 km nördlich der Merrick Mountains.
Der United States Geological Survey kartierte ihn anhand eigener Vermessungen und Luftaufnahmen der United States Navy aus den Jahren von 1961 bis 1967. Das Advisory Committee on Antarctic Names benannte ihn 1968 nach Karl J. Staack,  der von 1965 bis 1966 als Meteorologe auf der Byrd-Station tätig war.